# Zizeeria parasangra
Zizeeria parasangra är en fjärilsart som beskrevs av Lambertus Johannes Toxopeus 1929. Zizeeria parasangra ingår i släktet Zizeeria och familjen juvelvingar. Inga underarter finns listade i Catalogue of Life.